# Xylota nigrabdomenis
Xylota nigrabdomenis är en tvåvingeart som beskrevs av Huo, Zhang och Zheng 2004. Xylota nigrabdomenis ingår i släktet vedblomflugor, och familjen blomflugor. Inga underarter finns listade i Catalogue of Life.